# Maria (mecanismo de armazenamento)
Maria é um mecanismo de armazenamento do SGBD MySQL, desenvolvido para ser uma alternativa ao MyISAM com suporte à correção automática de falhas e melhorias nos logs.